# Животи краљева и архиепископа српских
Животи краљева и архиепископа српских или Данилов зборник назив је за корпус биографија српских владара и архиепископа написаних од стране архиепископа Данила II (1324—1337), чији је рад наставио по имену непознати Данилов ученик, заједно са потоњим ауторима који се заједничким именом називају "Данилови настављачи".
Данилов зборник представља најобимније дело српске средњовековне књижевности. Директно се наставља на дела ранијих српских биографа попут Стефана Првовенчаног, Светог Саве, Доментијана и Теодосија. Након Светог Саве, архиепископ Данило је у науци најпроучаванији српски средњовековни писац.
Данилов зборник је настао спајањем биографија српских владара и архиепископа, првобитно писаних са различитим наменама. Због тога Зборник представља скуп различитих књижевних жанрова. Зборник садржи 20 биографија (пет владара и петнаест архиепископа) обухватајући период историје српске средњовековне краљевине од 1227. до 1335. године и српске цркве од 1233. до 1275. године.
Зборник садржи житија следећих личности: Радослава, Владислава (кратке биографије), Уроша-Драгутина, Јелене, Милутина, Стефана Дечанског, Душана, Арсенија Сремца, Јоаникија I, Јевстатија I, Саве II, Данила I, Јакова, Јевстатија II, Саве III, Данила II, Никодима, патријарха Јоаникија I, патријарха Саве I, Јефрема.

## Зборник
Данилов зборник је најобимније дело српске средњовековне књижевности. Обухвата период српске историје од владавине краља Радослава, до првих пет година владавине цара Душана (1227—1335) и период историје српске цркве (Архиепископије и Патријаршије) од архиепископа Арсенија Сремца до патријарха Јефрема (1233—1375). Данилу се са сигурношћу могу приписати пет житија: Драгутина (Уроша), Јелене, Милутина, Арсенија и Јевстатија I, док се за остала житија садржана у Зборнику сматра да су настали из пера Даниловог ученика и Данилових настављача. Сам архиепископ Данило није имао намеру да саставља Зборник, већ одвојене биографије, које су имале да послуже различитој сврси, те због тога припадају различитим књижевним жанровима. Зборник, каквог га имамо данас, настао је након Данилове смрти, састављен од стране Данилових настављача.

### Хронологија писања житија
Сматра се да је најпре настало Јеленино житије. Оно је писано у потребе формирања култа српске краљице, те се хронолошки смешта у период три године након њене смрти, када је Јелена проглашена светом (један од услова за канонизацију било је постојање прославних састава о свецу). Како је Јелена умрла 1314. године, њено житије настало је до 1317. године. У покушају да се одреди година писања Драгутиновог житија, проблем прави недостатак поузданих података са којим циљем је житије писано. Како оно до данашњих дана није дошло у оригиналу, већ у прерађеној верзији, а интерполираним завршетком, питање је да ли је Драгутиново житије требало да послужи легализацији Милутинових наследника који, противно споразуму у Дежеву, преузимају улогу настављача светородне лозе Немањића. У том случају, Драгутиново житије настало би у периоду од 1321. до 1324. године. Уколико то није случај, житије је можда настало и касније. Милутиново житије, слично Јеленином, морало је настати у првим годинама након његове смрти, дакле између 1321. и 1324. године. Писање Арсенијевог житија треба везати за период обнове цркве Богородице Одигитрије у Пећи (1324-1337; време архиепископа Данила). Јевстатијево житије није могуће одредити када је писано.
Од осталих житија које садржи зборник, Данило је можда написао и житије Јоаникија I, док се за остала житија српских архиепископа, између Јоаникијевог и Даниловог, сматра да су убачена како би се попунила празнина у писању историје српске цркве. Због тога су ова житија веома кратка, односно садрже свега по неколико реченица. Састављали су их највероватније Данилови настављачи.
Други аутор Даниловог зборника био је тзв. Данилов ученик, који је написао житија Стефана Дечанског, почетни део житија цара Душана и житије самог Данила. Писање житија Стефана Дечанског свакако је започето још за време живота архиепископа Данила, дакле пре 1337. године, а Гордон Мак Данијел претпоставља да је чак сам Данило отпочео писање тог житија, али га је због обавеза морао препустити неком од својих ученика. Душаново житије. За Душаново житије није могуће одредити када је писано. Данилово житије могло је бити писано у годинама након његове смрти (1337—1340).

### Данилов ученик и Данилови настављачи
Данило је аутор пет или шест житија из Зборника, док су остала житија настала од стране његовог ученика и настављача. Ученик је написао три житија, а број осталих настављача није познат. Разлике у стилу писања указују да је постојало више Данилових настављача. Гордон Мак Данијел предвиђа да је постојало чак пет или шест настављача. До тих резултата дошао је захваљујући подробној анализи текста Даниловог зборника. До састављања зборника дошло је негде између 1340. и 1345. године. Данилово житије већ је било написано, а пратећи политичку историју можемо закључити да је Зборник настао пре проглашења Србије за Царство. Житија Душанових претходника имала су политичку сврху због које су написана. Претпоставља се да је Зборник састављан у Пећи.

### Промене и интерполације
Промене и интерполације у Даниловом зборнику извршене су од стране његових ученика. Један од главних разлога јесте жеља настављача да појачају улогу свога учитеља у животима српских владара. Тако се може рећи да главну улогу у житијима Даниловог зборника игра управо Данило. У Драгутиновом житију, на пример, промењен је крај како би се појачала Данилова улога у измирењу браће, по завршетку грађанског рата (1301-1311/12). У Милутиновом житију је такође, из сличних разлога, промењен завршни део. Подвлачи се Данилова улога у зидању Бањске и догађајима везаним за Милутинову смрт. У истом житију интерполирана је прича о побуни Стефана Дечанског (1314) чиме се једини пут у читавом зборнику нарушава хронологија. Дечански на власт долази 1306. године, а побуна, која је била 1314. године описује се одмах после Стефановог доласка у Зету, пре догађаја из 1311. године. Ова интерполација представља увод у житије Стефана Дечанског које отпочиње Милутиновом смрћу и његовим уздизањем на престо. Драгутиново житије подељено је у два дела. Житије краља Уроша у ствари представља почетни део житија краља Драгутина, јер се не описује цео Урошев живот, већ само догађаји везани за рођење и побуну краља Драгутина која је резултирала битком код Гацка и променом на престолу. Овим догађајима додат је реторички увод и тако сачињено Урошево житије.

### Издања Даниловог зборника
Животе краљева и архиепископа српских издао је Ђуро Даничић 1866. године у Загребу. Приликом издавања Зборника, Даничић се служио трима рукописима: са два карловачка и лавовским. Лавовски рукопис је најстарији, али не и најбољи. Као основу, Ђуро Даничић је узео старији Карловачки рукопис, преписан 1763. године. Даничић у издању из 1866. године набраја разлоге због чега је старији Карловачки препис најбољи од наведена три преписа. Први пут на савременом српском језику Зборник је објављен у издању Српске књижевне задруге, 1935. године, са предговором Николе Радојчића ("О архиепископу Данилу другом и његовим настављачима"). По други пут на савременом српском језику Зборник је објављен у склопу едиције "Стара српска књижевност" (књига 6), од стране издавача Просвета 1988. године. Касније је зборник више пута прештампаван. Гордон Мак Данијел је склопу исте едиције (књига 7) приредио и дела Данилових настављача.

### Данилов зборник у историографији
Данилов зборник је први пут као историјски извор искоришћен у 18. веку од стране Ђорђа Бранковића. Он га користи приликом писања својих "Хроника". Пре 19. века, Зборник је користио и Јован Рајић који је Данила сматрао пристрасним аутором. У 19. веку почиње проучавање Зборника од стране историчара. Павле Шафарик га је изузетно негативно оценио, сматрајући да због пристрасности Данилов зборник нема историјску вредност (1860-их година). Фрањо Рачки (1865) износи сличне ставове, мада није користио чак ни три преписа које је користио Ђуро Даничић. Приликом изношења оцене, Рачки се служио изводима из дела Јована Рајића. Ватрослав Јагић (1867) први је покушао да рехабилитује Данилов зборник, истичући његову вредност за проучавање средњовековне српске историје. Нешто пре тога је Зборник на старословенском језику објавио Ђуро Даничић (1866). Стојан Новаковић је 1880. године прихватио ставове Ватрослава Јагића. У 19. веку о Зборнику су писали још Милан Ђуричић (1885), Иван Павловић (1888), Јован Радонић (1895), Станоје Станојевић (1895), Петар Протић (1897) и Владимир Николић "Тимон" (1898). Дело Милана Ђуричића не доноси никакве нове информације, те се сматра да има малу вредност. Иван Павловић први је доказивао да је Зборник настао од одвојених биографија. Јован Радонић је писао о односу Даниловог зборника и Улијарске повеље. Станоје Станојевић допуњује расправу Ивана Павловића.
Први значајнији рад о Даниловом зборнику у 20. веку написао је Владимир Ћоровић (1921) који је писао о односу Зборника и дела Доментијановог. Он је, путем паралела између Доментијанових и Данилових житија, доказао да се Данило у писању биографија служио делом свога претходника као узором. Љубомир Стојановић (1923) пише о интерполацијама у Даниловим биографијама. Зборником се бавио чак и археолог Милоје Васић (1926). Важан рад о Зборнику написао је Никола Радојчић као предговор издању из 1935. године. Ђорђе Радојчић је такође написао неколико значајних радова о Зборнику. Дамњан Петровић написао је 1971. године рад о Зборнику у историографији. Читав зборник радова посвећен је архиепископу Данилу.

### Вредност Даниловог дела
Приликом проучавања Даниловог зборника потребно је водити рачуна о политичкој ситуацији у времену када је дело настајало. Како је циљ Данилов био да створи идеалан лик краља Милутина, из биографија је избацио све оно што не помаже у изградњи таквог модела. Тако дело које је остало иза њега садржи бројне празнине. Поједине догађаје из живота Милутина, Драгутина и Јелене знамо на основу грчких или западних извора, као и из дипломатичке грађе. Данило, нпр, не говори о женидби Милутина и Симониде, покушајима женидбе Милутина са Аном, не описује грађански рат који је трајао пуну деценију, не описује ратове Милутина са угарским краљем Карлом Робертом, Драгутиново учешће у грађанском рату у Угарској, ослепљење и прогонство Стефана Дечанског у Цариград, код Милутиновог таста Андроника II, повратак Стефана Дечанског, његове борбе са братом Константином и Стефаном Владиславом II. Имајући на уму да је Милутиново житије највероватније писао у време владавине Стефана Дечанског, он је морао у потпуности прескочити периоде затегнутих односа Милутина и Драгутина. Они су наступили након Милутиновог приближавања Византији 1299. године када је покушао изиграти договор из Дежева (1282). Пишући о тим догађајима, Данило би разоткрио нелегитимност доласка на власт тадашњег краља. Због тога Милутинов син Константин ниједном речју није поменут у Зборнику. Такође, Данилов настављач не даје информацију да је Стефан Дечански убијен од стране свога сина Душана, што налазимо код Григорија Цамблака. Поједине податке дају нам Анонимни опис источне Европе из 1310. године и Гијом Адам, као и византијски историчари Георгије Пахимер, Нићифор Григора, Теодор Метохит, Георгије Кипарски, Теодул Магистар и Манојло Фил. Често коришћење топоса и библијских цитата били су неки од начина којима је Данило покушавао да избегне да пише о правој политичкој ситуацији.

## Извори и литература
Извори
- Богдановић, Димитрије, ур. (1988). Теодосије: Житија (PDF). Београд: Просвета; Српска књижевна задруга. Архивирано из оригинала 24. 07. 2021. г. Приступљено 30. 01. 2025.
- Даничић, Ђура, ур. (1865). Животи Светога Симеуна и Светога Саве, написао Доментијан. Београд: Државна штампарија.
- Даничић, Ђура, ур. (1866). Животи краљева и архиепископа српских, написао архиепископ Данило и други. Загреб: Штампарија Светозара Галца.
- Мак Данијел, Гордон, ур. (1989). Данилови настављачи: Данилов Ученик, други настављачи Даниловог зборника (PDF). Београд: Просвета; Српска књижевна задруга. Архивирано из оригинала 30. 01. 2025. г. Приступљено 30. 01. 2025.
- Мак Данијел, Гордон; Петровић, Дамњан, ур. (1988). Данило Други: Животи краљева и архиепископа српских: Службе (PDF). Београд: Просвета; Српска књижевна задруга. Архивирано из оригинала 20. 01. 2025. г. Приступљено 20. 01. 2025.
- Маринковић, Радмила, ур. (1988). Доментијан: Живот Светога Саве и Живот Светога Симеона (PDF). Београд: Просвета; Српска књижевна задруга. Архивирано из оригинала 27. 06. 2023. г. Приступљено 30. 01. 2025.
- Мирковић, Лазар; Радојчић, Никола, ур. (1935). Архиепископ Данило: Животи краљева и архиепископа српских (PDF). Београд: Српска књижевна задруга. Архивирано из оригинала 30. 01. 2025. г. Приступљено 30. 01. 2025.

Литература
- Васић, Милоје, Архиепископ Данило: монах и уметник, Београд, Државна штампарија Краљевине СХС (1926), 231-264
- Ђуричић, Милан, Српска књижевност прве половине 14. века: Архијепископ Данило II, Штампарија Напредне странке, Београд (1885)
- Јагић, Ватрослав, Хисторија књижевности народа хрватскога и српског 1: старо доба, Штампарија Драгутина Албрехта, Загреб (1867)
- Мак Даниел, Гордон, Генезис и састављање Даниловог зборника, Архиепископ Данило Други и његово доба, међународни научни скуп поводом 650 година од смрти 1987. године, Београд (1991), 217-224
- Мак Даниел, Гордон, Данилов зборник као Данилов „festschrift“, НССУВД 14/1 (1985), 177-181
- Мак Даниел, Гордон, Прилози за историју „Живота краљева и архиепископа српских“ од Данила II, Прилози за КЈИФ, књ. 46, 1-4 (1980), 42-52
- Мошин, Владимир, Житије краља Милутина према архиепископу Данилу II и Милутиновој повељи-аутобиографији, Зборник историје књижевности 10, Београд (1976), 109-136
- Николић, Владимир "Тимон", Писма о српској књижевности 13, Ново време, Земун (1898)
- Новаковић, Стојан, Народна традиција и критичка историја, Отаџбина, књига 5 (1880), 16-18
- Павловић, Иван, Књижевни радови архиепископа Данила, Београд (1888), 18-19
- Петровић, Дамњан, Дела архиепископа Данила II у Сопоћанском зборнику из 1526. године, Архиепископ Данило Други и његово доба, међународни научни скуп поводом 650 година од смрти 1987. године, Београд (1991), 203-209
- Петровић, Дамњан, Живот краља Милутина од архиепископа Данила II: о Даниловом делу и Даничићевом издању: са посебним освртом на живот краља Милутина, Зборник Филозофског факултета у Приштини 8 (1971), 357-382
- Петровић, Дамњан, Живот краља Милутина од архиепископа Данила II: разлози настанка, Зборник Филозофског факултета у Приштини 9 (1972), 469-489
- Протић, Петар, Житија српских светаца као извор историјски, Штампарија код „Просвете“, Београд (1897)
- Радоњић, Јован, Биографија и аутобиографија краља Милутина, Летопис матице српске 183, 3 (1895), 92-109
- Станојевић, Станоје, Белешке о склопу Даниловог родослова, Летопис Матице српске 183, 3 (1895), 119-137
- Стојановић, Љубомир, Житија краљева и архиепископа српских: критичка разматрања, Београд, СКА (1923), 97-112
- Трифуновић, Ђорђе, Проза архиепископа Данила, Књижевна историја 9, 33 (1976), 3-71
- Ћирковић, Сима, Биографија краља Милутина у Улијарској повељи, Архиепископ Данило Други и његово доба, међународни научни скуп поводом 650 година од смрти 1987. године, Београд (1991), 53-68
- Ћоровић, Владимир, Доментијан и Данило („Једна глава из јужнословенске хагиографије“), Прилози за КЈИФ 1, 1 (1924), 21-33
- Хафнер, Станислав, Данило II као средњовековни историограф, Архиепископ Данило Други и његово доба, међународни научни скуп поводом 650 година од смрти 1987. године, Београд (1991), 131-138
- Хафнер, Станислав, Топика средњовековне српске историографије као елеменат културне и политичке оријентације, Филолошки факултет, Београд (1974), 167-178